# Ayuda americana
Se conoce como la «ayuda americana» a la colaboración prestada por el Gobierno de los Estados Unidos al régimen de la España de Franco en la década de 1950 para conseguir que el país se incorporara al bloque occidental de los Aliados de la Segunda Guerra Mundial. Es una ayuda diferente a la del Plan Marshall, pues España no se había beneficiado del mismo como otros países europeos.

## Antecedentes

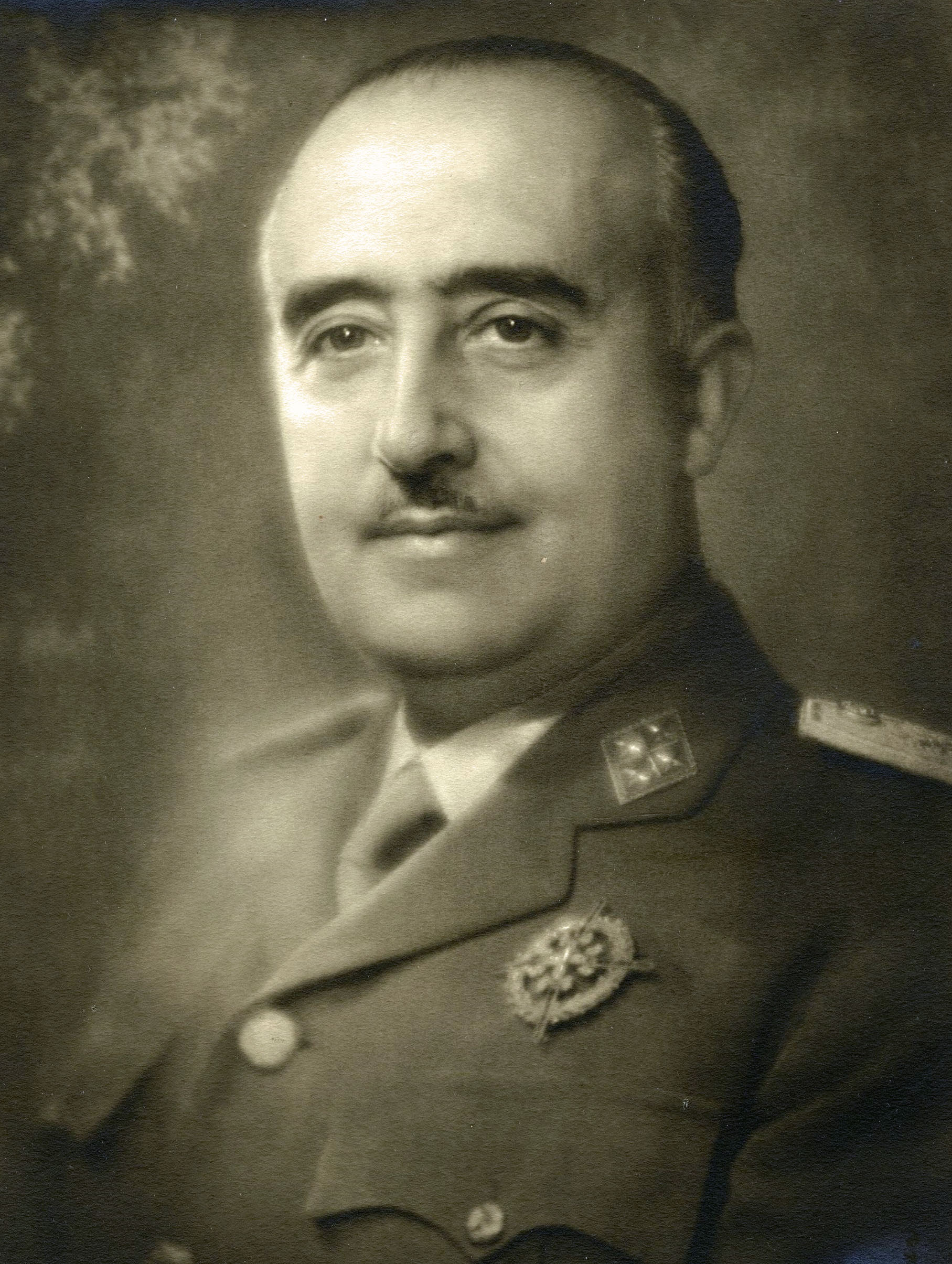
Francisco Franco en 1950

La situación económica de España en la década de 1940 atravesaba una difícil situación, con una recuperación muy lenta después de la guerra civil sufrida entre los años 1936 y 1939 y destacaba especialmente la precaria alimentación de los niños. El alineamiento de Franco con las Potencias del Eje durante la Segunda Guerra Mundial tampoco ayudó a la recuperación económica y social de España.
La colaboración con los Estados Unidos se plasmó en los Pactos de Madrid, firmados en 1953. Los Pactos contemplaban, además de una colaboración militar que incluía la instalación de bases militares estadounidenses en territorio español, ayuda económica con préstamos e inversiones y el envío de artículos de primera necesidad, como alimentos que España necesitaba con urgencia. La ayuda comienza a llegar en octubre de 1954 y no finalizará hasta 1968.

## La colaboración

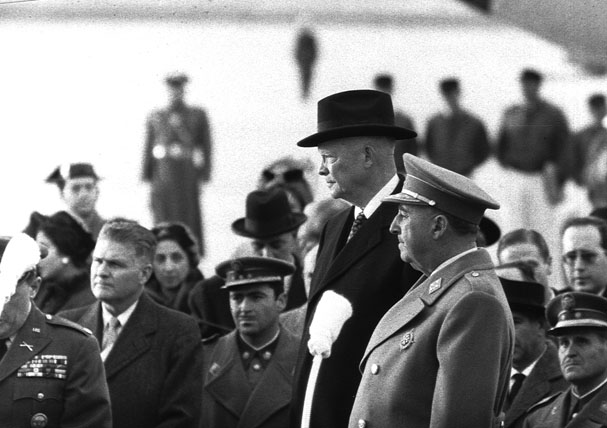
El jefe de estado de España, Francisco Franco, y el presidente de EE. UU., Dwight Eisenhower, en la base estadounidense de Torrejón, en los alrededores de Madrid, durante la visita del presidente estadounidense a España en 1959.

En los años posteriores a la Segunda Guerra Mundial, España estaba marginada del bloque de aliados que la ganaron debido a su apoyo y simpatía con los países del Eje: la Alemania de Hitler y la Italia de Mussolini, pero en los últimos años de la década de 1940 se produjo un acercamiento de los Estados Unidos al régimen del general Franco, que obedecía a un cambio en la geoestrategia mundial, pues la guerra fría que Harry S. Truman declaró en 1947, convertía a España en un aliado a tener en cuenta frente al comunismo, dado a la firme oposición de este por parte de Franco. Por su parte, otras democracias occidentales comenzaron también a valorar con interés la posición estratégica de España. Un cambio de embajador estadounidense en 1950 propició ese acercamiento, pues Stanton Griffis llegaba a Madrid con instrucciones de Washington de entablar nuevas conversaciones con el gobierno de España, las cuales condujeron en 1952 a un acuerdo de cooperación militar, desbloqueado definitivamente por la elección del presidente Eisenhower en noviembre de ese mismo año 1952.  Además, internamente, el cambio de situación se facilitaba con unos nombramientos en el gobierno de España realizados en 1951 que incorporaban algunos ministros, como Cavestany, Arburúa o Gómez de Llano, poco partidarios de la política autárquica del régimen de Franco y que pretendían llevar a cabo reformas de signo más liberalizador.
La ayuda pactada en los Pactos de Madrid de 1953, que constaban en realidad de tres acuerdos, se estima superior a 1500 millones de dólares, correspondiendo al área militar la parte más importante, pues incluía desde equipamientos de infraestructura para las bases militares a construir a jeeps y material militar usado, traídos de la recién acabada guerra de Corea. La ayuda consistía en una mezcla de equipamientos, dinero a fondo perdido, préstamos y donaciones. La parte correspondientes a la alimentación era de unos 130 millones de dólares y, de esa, la que llegó más directamente a la gente humilde del pueblo llano y de menor poder adquisitivo correspondía a los alimentos donados por organizaciones católicas estadounidenses, consistentes fundamentalmente en leche, mantequilla y queso, que eran repartidos en los colegios con la mediación de Cáritas, organización de la Iglesia católica con presencia destacada en España. Participaban también otras entidades colaboradoras y el propio Estado español. El 11 de junio de 1954 el Ministerio de Asuntos Exteriores crea la Comisión Interministerial para el Auxilio Internacional a la Infancia y que será el organismo oficial encargado de determinar la clase y cantidad de los artículos alimenticios que se recibirían en el programa de ayuda.

## La ayuda alimenticia

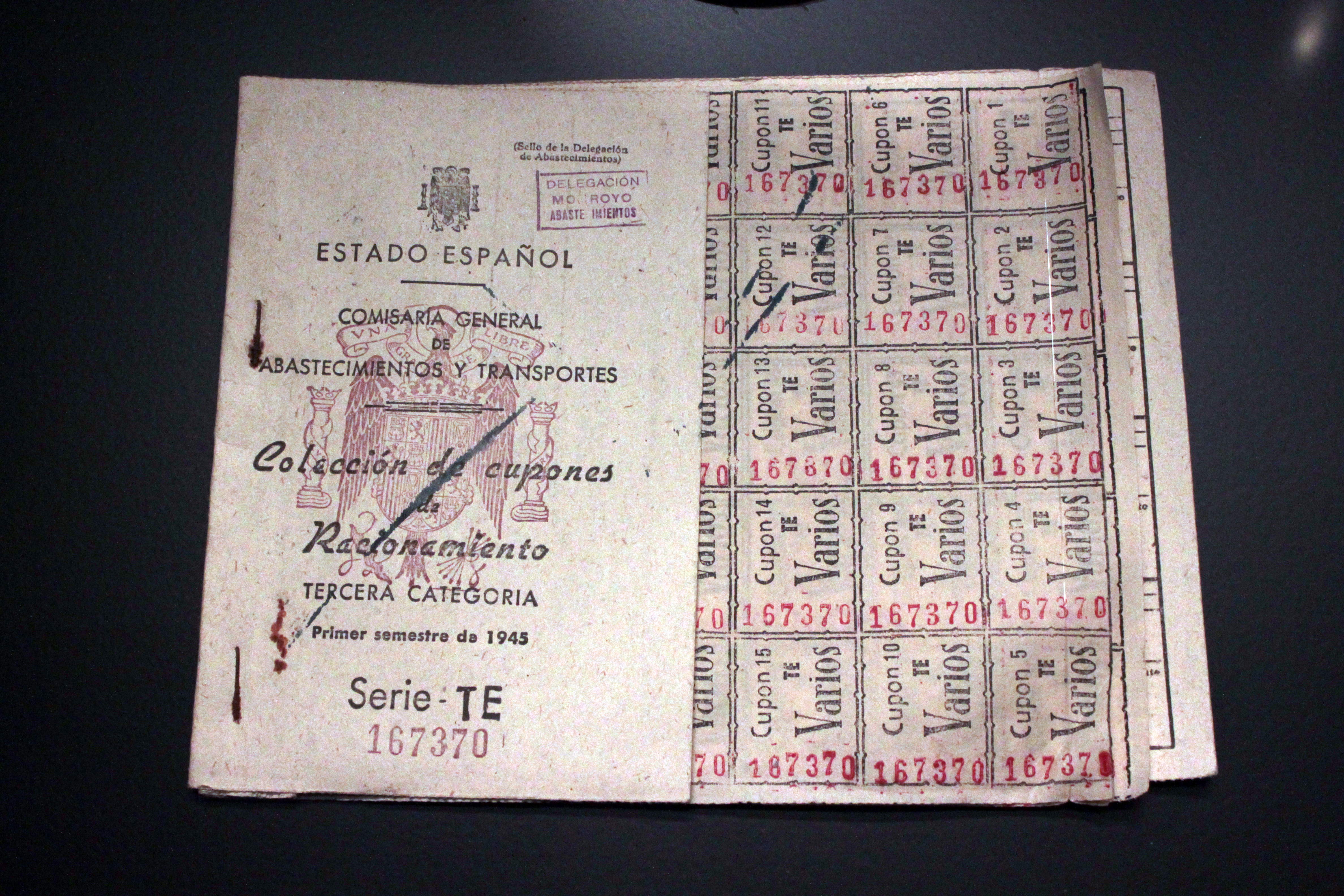
Cartilla de racionamiento española de 1945. El racionamiento perduró oficialmente hasta mayo de 1952, fecha en que desapareció para los productos alimenticios.

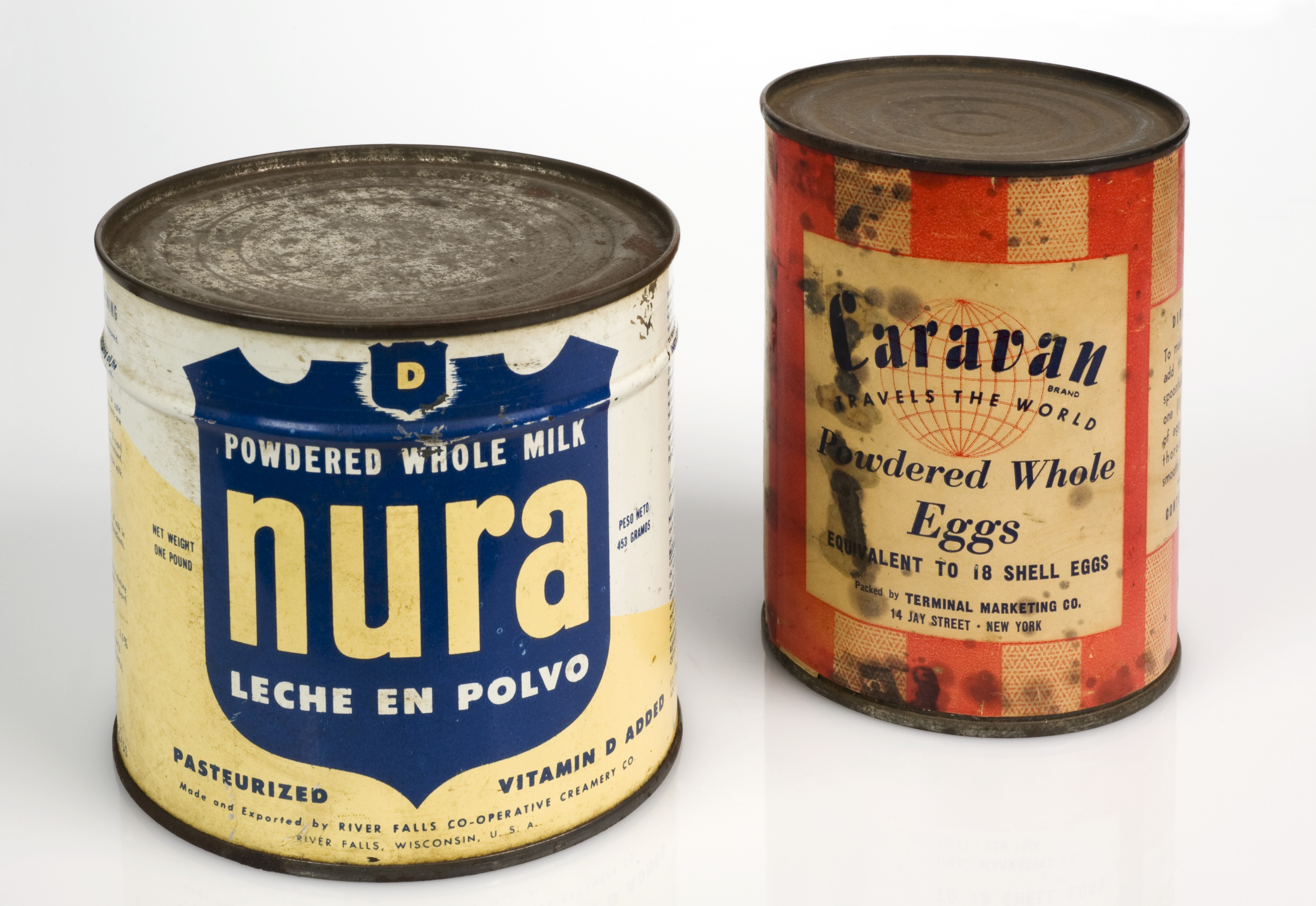
Leche y huevos deshidratados en polvo

Los productos lácteos eran escasos (y caros en el mercado negro) para las clases sociales más necesitadas aunque se estimaban básicos para la alimentación de la población, especialmente en las etapas de crecimiento. El consumo medio de leche por persona era de un litro por cada diez días. De ahí que la elección de la mantequilla, la leche y el queso se consideraran como los productos más adecuados, no solo por elevado poder alimenticio y calórico, sino también por la facilidad de transporte y distribución. La leche, que podía ser más conflictiva para ello, se presentaba como leche en polvo, modalidad no muy conocida, pero a la que sólo había que añadir agua para recuperar todas sus cualidades nutritivas. Este proceso despertó en un principio cierta desconfianza, hasta comprobar que tanto su sabor como su textura era apreciables y cercanos a los de la leche natural.     
El objetivo de la campaña de ayuda no era dar de comer, sino de complementar la dieta, por lo que los alimentos se facilitaban gratuitamente en cantidades pequeñas que evitaran los abusos o su desperdicio. La población infantil de España estaba en una situación de elevada desnutrición, lo que explicaba que la tasa de mortalidad infantil fuera superior a 140 niños por mil, unas 35 veces superior a la existente en el año 2017. Las principales causas de esta mortalidad eran las diarreas, la viruela o la difteria.
Desde octubre de 1954 hasta diciembre de 1960, es decir en el período de mayor volumen de ayuda recibida, los americanos entregaron 283.392.534 kilos de alimentos, que tenían un valor estimado de 148 492 812 dólares. Esta ayuda contribuyó en gran manera a recuperar, ya a mediados de la década de 1950, los niveles de alimentación de la población de antes de la guerra civil.
El Servicio Escolar de Alimentación era una de las principales entidades colaboradoras para el reparto de alimentos en los colegios y disponía de una red de distribución organizada, con un centro en cada localidad que lo distribuía al resto de colegios, pero también se hacía a través de otras instituciones de auxilio social y hospitales de caridad. El reparto de la leche en polvo, la mantequilla y el queso americanos en los colegios constituye una página de la historia de la escuela española por la importancia que tuvo en el recuerdo de una etapa difícil de la historia de España.
 

Un testimonio directo de un escolar del colegio de La Salle de San Fernando (Cádiz) nos dice:
El queso nos lo repartía el maestro por las mañanas, sobre las diez y media. Recuerdo que venía en enormes latas cilíndricas de metal dorado. Era muy bueno, o al menos a mí me lo parecía, y tenía una textura parecida a los actuales quesitos en porciones. Los más afortunados lo poníamos dentro del bocadillo que llevábamos de casa. Otros sólo se traían el pan de casa. Alguno habría que ni eso.